# تیراندازی چپل هیل
در روز ۱۰ فوریه سال ۲۰۱۵ میلادی سه دانشجوی به نام‌های ضیا شادی برکات، یاسر محمد ابوصالحه و رزان محمد ابوصالحه در خانهٔ خود در نزدیکی دانشگاه کارولینای شمالی در چپل هیل آمریکا به قتل رسیدند.
پلیس چپل هیل، همسایه دیوار به دیوار کریگ استفان هیکس را در رابطه با این اتفاق دستگیر کرده‌است.

## قربانیان
در این حادثه سه نفر (که دو نفرشان دانشجو بودند) کشته شدند: یک زن و شوهر به‌همراه خویشاوندشان.
- ضیا شادی برکات، ۲۳ ساله، یک سوریه‌ای-آمریکایی[۸] از تبار فلسطینی،[۹] دانشجوی سال دوم دندان‌پزشکی دانشگاه UNC. او به همراه ۱۰ تن از همکلاسی‌هایش قرار بود برای مداوای پناه‌جویان سوری به ترکیه سفر کنند.[۱۰][۱۱]
- یاسر محمد ابوصالحه، ۲۱ ساله، یک فلسطینی-آمریکایی، همسر ضیا برکات که در سال ۲۰۱۴ از دانشگاه UNC فارغ‌التحصیل شده بود. او دارای مدرک کارشناسی در رشته زیست‌شیمی بود و قرار بود از پاییز سال ۲۰۱۶ وارد رشتهٔ دندان‌پزشکی شود.[۸][۱۰][۱۲]
- رزان محمد ابوصالحه، ۱۹ ساله، خواهر یسر ابوصالحه، دانشجوی رشته معماری دانشگاه UNC.[۸][۱۰][۱۲]

## شرح حادثه
در ساعت ۵٫۱۱ دقیقه بعد از ظهر به وقت محلی، گزارش این تیراندازی به پلیس داده شد. پلیس جسد این سه جوان مسلمان را در آپارتمانشان در نزدیکی دانشگاه کارولینای شمالی در چپل هیل در حالی که هر سه از ناحیه سر مورد اصابت گلوله قرار گرفته بودند، کشف کرد. اندکی پس از تیراندازی، کریگ استفان هیکس ۴۶ ساله خود را به پلیس معرفی کرد.

## انگیزه
رئیس پلیس چپل هیل اعلام کرده‌است که این تیراندازی بخاطر اختلاف بر سر پارکینگ بوده‌است، اما برخی شواهد نشان می‌دهد که ممکن است این حادثه بر اثر تنفر مذهبی به وقوع پیوسته باشد.

### دلایل طرفداران احتمال وجود انگیزه تنفر مذهبی
پدر یاسر و رزان در مصاحبه‌هایی گفته است که این جنایت بر اثر تنفر مذهبی بوده‌است. او همچنین بیان نموده است که این مرد قبلاً هم با دختر و دامادش مشاجره داشته‌است و هر وقت با آن‌ها حرف می‌زده است، اسلحه به کمر داشته‌است.